# Bắc Đài Loan

Bắc Đài Loan theo định nghĩa chính thức

Bắc Đài Loan (北台灣) là một trong bốn vùng tại hòn đảo Đài Loan. Theo định nghĩa chính thức, Bắc Đài Loan bao gồm bảy huyện thị là Đài Bắc, Tân Bắc, Cơ Long, Nghi Lan, Đào Viên, huyện Tân Trúc và thành phố Tân Trúc. Tuy nhiên, Ủy ban thúc đẩy phát triển khu vực Bắc Đài lại có sự tham gia của huyện Miêu Lật.
Bảy huyện thị tại Bắc Đài Loan chiếm khoảng 2/5 tổng dân số của cả Đài Loan. Vùng đô thị Đài Bắc bao gồm Đài Bắc, Tân Bắc và Cơ Long có khoảng 7 triệu người. Các vùng quy hoạch:
- - Khu vực Cơ Long và ven biển phía bắc：496.000 người
  - Khu vực đô thị Đài Bắc：6.437.000 người
  - Khu vực Đào Viên：1.940.000 người
  - Khu vực Tân Trúc：900.000 người
  - Nghi Lan：460.000 người
- Tổng：10.233.000 người（4/2008）